# Ophthalmis darna
Ophthalmis darna är en fjärilsart som beskrevs av Druce 1894. Ophthalmis darna ingår i släktet Ophthalmis och familjen nattflyn. Inga underarter finns listade i Catalogue of Life.